# Going Home: Theme of the Local Hero
"Going Home: Theme of the Local Hero" és un tema de rock instrumental de Mark Knopfler i el tema de cloenda de la banda sonora de la pel·lícula Un personatge genial (Local Hero) de 1983.

## Recepció
Va ser el senzill debut en solitari de Knopfler, i va arribar al número 56 al Regne Unit, al número 26 als Països Baixos i al número 18 a Nova Zelanda. L'àlbum de la banda sonora també inclou una repetició anomenada "Wild Theme", que consisteix en la interpretació de la guitarra acústica de Knopfler de la melodia de la cançó. Malgrat la seva modesta posició a les llistes al Regne Unit natal de Knopfler, "Going Home" segueix sent una de les cançons més populars de l'artista. La peça de saxo la va tocar el saxofonista de jazz estatunidenc Michael Brecker. La cançó és popular entre els aficionats al futbol anglès, en particular els del club de la ciutat natal de Knopfler, el Newcastle United, ja que es toca quan l'equip surt a escalfar abans de cada partit a casa.

## Vídeo musical
El vídeo musical inclou imatges de Knopfler tocant al passeig marítim de la ciutat de Nova York (amb les Torres Bessones i l'Empire State Building visibles), intercalades amb imatges de la pel·lícula.

## Altres llançaments
A més de la seva popularitat al conjunt en directe en solitari de Knopfler, "Going Home" es va convertir en un element bàsic també per a Dire Straits, entrant al repertori de la banda des del seu llançament, i, de fet, la popularitat de la cançó va créixer gràcies a la seva inclusió a l'àlbum en directe Alchemy: Dire Straits Live. La versió d'estudi de la cançó es va incloure a la recopilació en solitari de 1993 Screenplaying (que també incloïa "Wild Theme") i a la recopilació de 2005 Private Investigations: The Best of Dire Straits &amp; Mark Knopfler, tant en l'edició de disc únic com de doble disc.

### Versió d'estudi 2024
Un supergrup, conegut com a Guitar Heroes de Mark Knopfler, va gravar "Going Home" per donar suport a Teenage Cancer Trust i Teen Cancer America. L'enregistrament, publicat el 15 de març de 2024, va ser l'últim enregistrament de Jeff Beck abans de la seva mort. Sir Peter Blake, que va dissenyar la funda per a Sgt. Pepper's Lonely Hearts Club Band per a The Beatles, va crear l'art del senzill; un collage de tots els col·laboradors, més els actors de Local Hero Peter Riegert i Burt Lancaster, davant de "Hanks", la famosa botiga de guitarres de Denmark Street de Londres. Les sessions es van gravar als British Grove Studios encara que algunes actuacions es van enviar a distància.
Produït per l'antic teclista dels Dire Straits, Guy Fletcher, més de seixanta músics, la majoria guitarristes, van participar en l'enregistrament de nou minuts. Tots els músics que s'indiquen a continuació tocaven la guitarra elèctrica, excepte quan s'indica l'instrument:
| - Joan Armatrading - Jeff Beck - Richard Bennett - Joe Bonamassa - Joe Brown (mandolina) - James Burton (guitarra acústica) - Jonathan Cain (piano) - Paul Carrack (orgue Hammond) - Eric Clapton (guitarra elèctrica i acústica) - Ry Cooder (guitarra slide) - Jim Cox (piano) - Steve Cropper - Sheryl Crow (baix) - Danny Cummings (percussió) - Roger Daltrey (harmònica) - Duane Eddy - Sam Fender - Guy Fletcher (orgue Hammond) - Peter Frampton - Audley Freed - David Gilmour - Vince Gill (guitarra acústica) | - Buddy Guy - Keiji Haino - Tony Iommi (guitarra baríton elèctrica) - Joan Jett - John Jorgenson (guitarra acústica) - Mark Knopfler - Sonny Landreth - Albert Lee - Greg Leisz (lap steel guitar) - Alex Lifeson - Steve Lukather - Phil Manzanera - Dave Mason - Hank Marvin - Brian May - Robbie McIntosh - John McLaughlin - Tom Morello - Rick Nielsen - Orianthi - Brad Paisley - Nile Rodgers | - Mike Rutherford - Joe Satriani - John Sebastian - Connor Selby - Slash - Bruce Springsteen - Ringo Starr (bateria) - Zak Starkey (bateria) - Sting (baix) - Andy Taylor - Susan Tedeschi - Derek Trucks (slide guitar) - Ian Thomas (bateria) - Pete Townshend - Keith Urban - Steve Vai - Waddy Wachtel - Joe Louis Walker - Joe Walsh - Ronnie Wood - Glenn Worf (baix) - Zucchero |

## Gràfics
| Gràfic (1983)                    | Millor posició |
| -------------------------------- | -------------- |
| Païssos Baixos (Single Top 100)  | 26             |
| Nova Zelanda (Recorded Music NZ) | 18             |
| UK Singles (OCC)                 | 56             |

| Gràfic (2024)                  | Millor posició |
| ------------------------------ | -------------- |
| New Zealand Hot Singles (RMNZ) | 32             |
| UK Singles (OCC)               | 18             |
| UK Indie (OCC)                 | 4              |